# Masa cukrowa

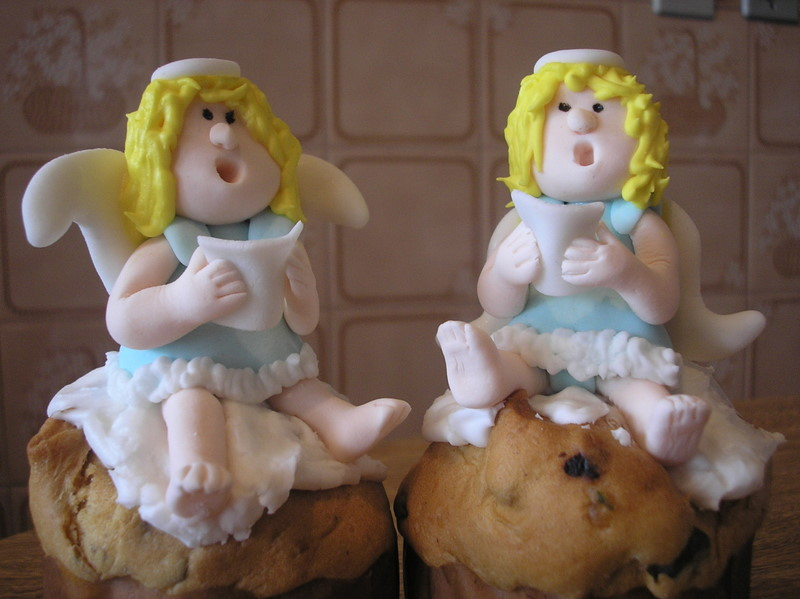
Aniołki z masy cukrowej

Masa cukrowa (inaczej fondant lub lukier plastyczny) – stosowana w cukiernictwie masa wykonana głównie z cukru pudru oraz żelatyny, używana do powlekania gotowych ciast i wykonywania dekoracji.
Znajduje zastosowanie, podobnie jak masa marcepanowa, przede wszystkim przy produkcji tortów w stylu angielskim, a także amerykańskich cupcakes.
Dla poprawy plastyczności, masa cukrowa może zawierać niewielką ilość glukozy. Masa ta nadaje wypiekom ciekawy aromat i charakter, pozwalając na wykonywanie fantazyjnych i delikatnych dekoracji.
Gotowa masa cukrowa nadaje się do przygotowania z wyprzedzeniem, przechowując w temperaturze chłodniczej w szczelnym woreczku lub pojemniku. Nie można narażać jej na działanie powietrza, gdyż powoduje to jej wysychanie i kruszenie.